# Cupa României la baschet masculin 2018-2019
Cupa României la baschet masculin 2018-2019 a fost cea de a 65-a ediție a Cupei României la baschet masculin, o competiție organizată de Federația Română de Baschet (FRB) cu începere din 1954. Datele de desfășurare ale ediției 2018-2019 a Cupei precum și tragerea la sorți a primului tur au fost stabilite la sediul Federației Române de Baschet.

## Sistemul de desfășurare
Sistemul de desfășurare al Cupei României la baschet masculin pentru sezonul 2018-2019 a fost modificat urmând ca toate care au jucat în Liga Națională în sezonul 2018-2019 să participe și în Cupa României. Astfel, s-a stabilit că echipele din Grupele B și C (14 echipe) vor juca în Turul I, conform tragerii la sorți, cu meciuri tur-retur (în 26 și 29 septembrie 2018). În faza următoare s-au calificat cele 7 câștigătoare, precum și o a opta echipă (Lucky Loser), care s-au alăturat celor 8 echipe din Grupa A.
Meciurile din faza a doua s-au jucat în 17 și 24 octombrie 2018) și au fost stabilite în urma unei alte trageri la sorți.

## Turul I
Meciurile din turul I s-au desfășurat în perioada 26 septembrie  și  10 octombrie 2018. În urma tragerii la sorți au rezultat următoarele meciuri:

### Meciurile tur
| 26 septembrie 2018 20:00 |

| Boxscore |

| ABC Athletic Constanța                          | 80–48 | Rapid București                              |
| Scorul pe sferturi: 24-14, 18-8, 22-14, 16-12   |       |                                              |
| Pt: Drekalović 13 Rec: Trandafir 9 Pase: Ursu 4 |       | Pt: Sandu 27 Rec: Sandu 10 Pase: Manolescu 4 |

| 26 septembrie 2018 18:30 |

| Boxscore |

| ACS Târgu Jiu                                                     | 75–47 | CN Aurel Vlaicu București                 |
| Scorul pe sferturi: 19-13, 19-7, 18-17, 19-10                     |       |                                           |
| Pt: Allen, Patterson 24 Rec: Allen 15 Pase: Bratoloveanu, Berca 4 |       | Pt: Ciucă 20 Rec: Ciucă 8 Pase: Mingote 4 |

| 26 septembrie 2018 17:00 |

| Boxscore |

| CSM VSK Csikszereda Miercurea Ciuc                        | 78–94 | CSM Mediaș                                        |
| Scorul pe sferturi: 25-23, 15-27, 13-23, 25-21            |       |                                                   |
| Pt: Ostojić 23 Rec: Simeunović 6 Pase: Medgyesy, Olariu 3 |       | Pt: Vulić 29 Rec: Simović, Sajin 6 Pase: Andrei 7 |

| 9 octombrie 2018 17:00 |

| Boxscore |

| Universitatea Cluj-Napoca                           | 52–85 | Cuza Sport Brăila                                     |
| Scorul pe sferturi: 11-25, 14-21, 13-21, 14-18      |       |                                                       |
| Pt: Burlacu 14 Rec: Mihășan 5 Pase: trei jucători 2 |       | Pt: Keyes 18 Rec: Voiculeț 10 Pase: Telinoiu, Keyes 4 |

| 26 septembrie 2018 18:00 |

| Boxscore |

| CSO Voluntari                                 | 81–53 | Agronomia București                                |
| Scorul pe sferturi: 25-16, 16-10, 20-5, 20-22 |       |                                                    |
| Pt: Mainea 12 Rec: Nwankwo 9 Pase: Stănescu 4 |       | Pt: Hara 19 Rec: Balmuș 12 Pase: Balmuș, Macavei 4 |

| 26 septembrie 2018 19:00 |

| Boxscore |

| Phoenix Galati                                 | 61–76 | CSM Târgu Mureș                            |
| Scorul pe sferturi: 10-21, 22-19, 15-26, 14-10 |       |                                            |
| Pt: Perović 24 Rec: Stan 10 Pase: Miller 9     |       | Pt: Martinić 23 Rec: Santa 9 Pase: Kalve 4 |

| 26 septembrie 2018 17:00 |

| Boxscore |

| CSM Sighetu Marmației                          | 85–72 | CSM Focșani                                     |
| Scorul pe sferturi: 24-17, 20-17, 18-22, 23-16 |       |                                                 |
| Pt: Thomas 27 Rec: Turner 8 Pase: Albu 4       |       | Pt: Kilgore 29 Rec: Kilgore 6 Pase: Cornelius 4 |

### Meciurile retur
| 29 septembrie 2018 19:30 |

| Boxscore |

| Rapid București                                | 57–81 | ABC Athletic Constanța                              |
| Scorul pe sferturi: 10-31, 13-22, 19-18, 15-10 |       |                                                     |
| Pt: Sandu 21 Rec: Sandu 9 Pase: Manolescu 5    |       | Pt: Oprean 19 Rec: Andrieș 5 Pase: Ursu, Lockhart 5 |

| 29 septembrie 2018 18:30 |

| Boxscore |

| CN Aurel Vlaicu București                      | 44–70 | ACS Târgu Jiu                                  |
| Scorul pe sferturi: 13-17, 2-16, 10-18, 19-19  |       |                                                |
| Pt: Duca 13 Rec: Ciucă, Duca 6 Pase: Mingote 4 |       | Pt: Allen 27 Rec: Allen 27 Pase: Nanu, Berca 5 |

| 29 septembrie 2018 19:00 |

| Boxscore |

| CSM Mediaș                                                    | 91–78 | CSM VSK Csikszereda Miercurea Ciuc               |
| Scorul pe sferturi: 23-24, 29-17, 21-21, 18-16                |       |                                                  |
| Pt: Vulić, Simović 23 Rec: Cioacătă, Simović 6 Pase: Andrei 4 |       | Pt: Ostojić 21 Rec: Magusar 6 Pase: Simeunović 2 |

| 10 octombrie 2018 15:00 |

| Boxscore |

| Cuza Sport Brăila                             | 71–47 | Universitatea Cluj-Napoca                  |
| Scorul pe sferturi: 20-17, 22-12, 13-12, 16-6 |       |                                            |
| Pt: Keyes 20 Rec: Keyes 10 Pase: Telinoiu 5   |       | Pt: Mihășan 18 Rec: Vasile 8 Pase: Avram 3 |

| 29 septembrie 2018 20:00 |

| Boxscore |

| Agronomia București                          | 52–81 | CSO Voluntari                                       |
| Scorul pe sferturi: 19-21, 19-17, 5-25, 9-22 |       |                                                     |
| Pt: Hara 12 Rec: Preda 7 Pase: Macavei 5     |       | Pt: Dumitrescu 33 Rec: Gîrbea 9 Pase: Zeigler III 7 |

| 29 septembrie 2018 20:00 |

| Boxscore |

| CSM Târgu Mureș                                | 94–57 | Phoenix Galati                                 |
| Scorul pe sferturi: 27-12, 21-15, 28-18, 18-12 |       |                                                |
| Pt: Solopa 22 Rec: Solopa 13 Pase: Martinić 11 |       | Pt: Perović 18 Rec: Corpodean 9 Pase: Miller 4 |

| 29 septembrie 2018 19:00 |

| Boxscore |

| CSM Focșani                                      | 88–82 | CSM Sighetu Marmației                         |
| Scorul pe sferturi: 19-15, 23-19, 26-25, 20-23   |       |                                               |
| Pt: Kilgore 32 Rec: Kilgore 10 Pase: Petrișor 10 |       | Pt: Thomas 31 Rec: Edwards Jr 10 Pase: Albu 4 |

Echipele ABC Athletic Constanța, ACS Târgu Jiu, CSM Mediaș, Cuza Sport Brăila, CSO Voluntari, CSM Târgu Mureș și CSM Sighetu Marmației s-au calificat în turul al doilea.

## Turul al II-lea
Meciurile din turul al II-lea s-au desfășurat în perioada 16 octombrie 25 octombrie 2018. În urma tragerii la sorți au rezultat următoarele meciuri:

### Meciurile tur
| 16 octombrie 2018 20:00 |

| Boxscore |

| CSO Voluntari                                     | 95–80 | CSM Mediaș                                 |
| Scorul pe sferturi: 16-24, 24-17, 32-16, 23-23    |       |                                            |
| Pt: Zeigler III 22 Rec: Nwankwo 9 Pase: Popović 8 |       | Pt: Vulić 26 Rec: Simović 7 Pase: Storey 4 |

| 17 octombrie 2018 17:00 |

| Boxscore |

| CSM Focșani                                               | 64–94 | CSM Târgu Mureș                                     |
| Scorul pe sferturi: 15-22, 19-21, 9-32, 21-19             |       |                                                     |
| Pt: Kilgore 15 Rec: Kilgore 5 Pase: Petrișor, Cornelius 5 |       | Pt: Martinić 21 Rec: Santa 12 Pase: trei jucători 3 |

| 17 octombrie 2018 17:00 |

| Boxscore |

| CSM Sighetu Marmației                          | 83–72 | Cuza Sport Brăila                         |
| Scorul pe sferturi: 22-13, 23-14, 16-22, 22-23 |       |                                           |
| Pt: Thomas 19 Rec: Țîbârnă 6 Pase: Thomas 4    |       | Pt: Keyes 31 Rec: Keyes 12 Pase: Damian 3 |

| 18 octombrie 2018 18:00 |

| Boxscore |

| ACS Târgu Jiu                  | 67–70 | ABC Athletic Constanța |
| Scorul pe sferturi: -, -, -, - |       |                        |

### Meciurile retur
| 25 octombrie 2018 20:00 |

| Boxscore |

| CSM Mediaș                                     | 93–76 | CSO Voluntari                                  |
| Scorul pe sferturi: 19-21, 23-24, 25-20, 26-11 |       |                                                |
| Pt: Simović 38 Rec: Simović 14 Pase: Vulić 8   |       | Pt: Nwankwo 22 Rec: Popescu 6 Pase: Popović 10 |

| 24 octombrie 2018 18:00 |

| Boxscore |

| CSM Târgu Mureș                               | 91–64 | CSM Focșani                                            |
| Scorul pe sferturi: 25-23, 22-16, 29-20, 15-5 |       |                                                        |
| Pt: Santa 18 Rec: Santa 10 Pase: Martinić 8   |       | Pt: Cornelius 20 Rec: Petrișor, Pop 6 Pase: Petrișor 9 |

| 24 octombrie 2018 17:00 |

| Boxscore |

| Cuza Sport Brăila                                   | 96–100 | CSM Sighetu Marmației                               |
| Scorul pe sferturi: 19-26, 19-32, 30-16, 28-26      |        |                                                     |
| Pt: Keyes 27 Rec: Keyes 10 Pase: Telinoiu, Damian 5 |        | Pt: Thomas 34 Rec: Thomas, Țîbârnă 9 Pase: Turner 9 |

| 24 octombrie 2018 19:00 |

| Boxscore |

| ABC Athletic Constanța                            | 93–68 | ACS Târgu Jiu                            |
| Scorul pe sferturi: 23-21, 15-18, 24-19, 31-10    |       |                                          |
| Pt: Ray 19 Rec: Ray, Berkelund 7 Pase: Lockhart 7 |       | Pt: Allen 26 Rec: Allen 17 Pase: Mason 8 |